# حمض أكسجيني

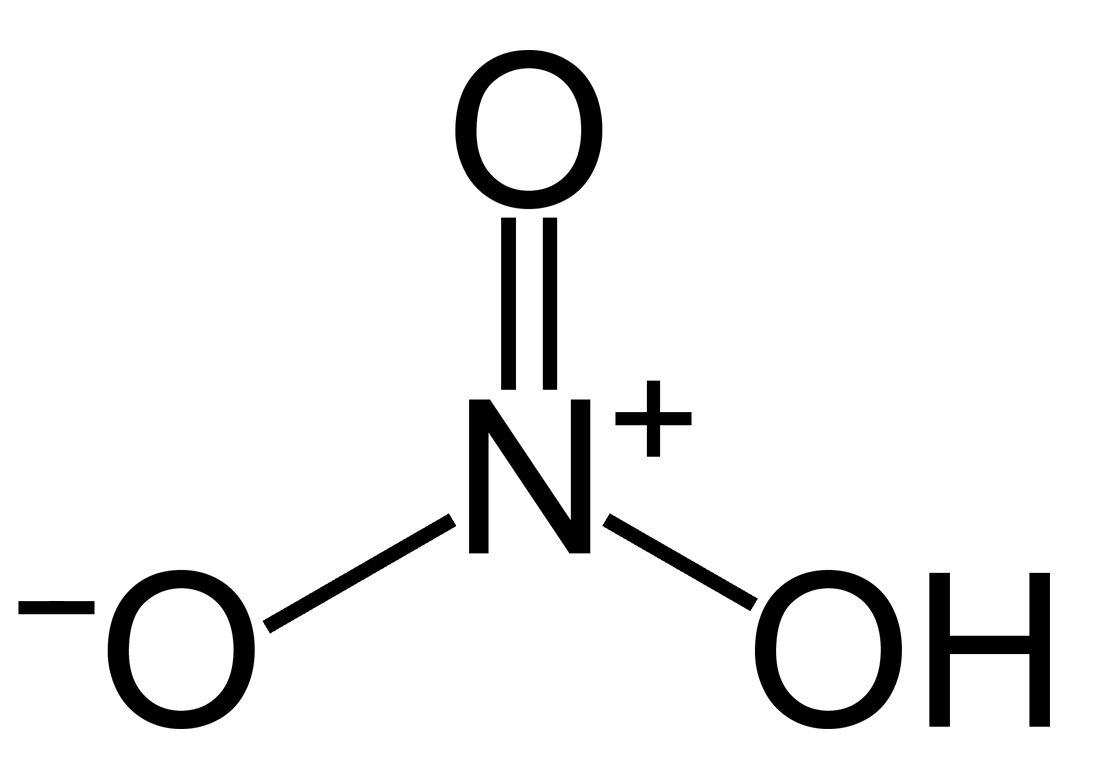

الحمض الأكسجيني هو حمض يحتوي على أكسجين. وليعتبر الحمض أكسجينياً يجب أن يتمتع بالصفات التالية:
1. يحتوي الأكسجين.
2. يحتوي عنصراً واحداً آخر مختلفاً على الأقل.
3. يحتوي ذرة هيدروجين واحدة على الأقل مرتبطة بالأكسجين.
4. يُكوِّن أيوناً عن طريق خسارة بروتون واحد أو أكثر.[1]

حسب نظرية أنطوان لافوازييه فإن جميع الأحماض تحتوي على الأكسجين، والذي سمي من كلمة οξυς (oxys) اليونانية والتي تعني (حمض، حاد) و γεινομαι (geinomai) والتي تعني (مُولِّد أو مُنشئ). في وقت لاحق تم اكتشاف أحماض لا تحتوي على الأكسجين، مثل حمض الهيدروكلوريك لذا تم تقسيم الأحماض إلى أحماض أكسجينية وأحماض هيدروجينية (غير أكسجينية).

## أمثلة على الأحماض الأكسجينية
- حمض كربوكسيلي
- حمض الكبريتيك
- حمض النتريك
- حمض الفوسفوريك
- حمض الثيوكبريتات
- أحماض الهالوجين الأكسجينية: حمض الهيبوكلوروز، حمض الكلوروز، حمض الكلوريك، حمض البيركلوريك، حمض البيربروميك

## أمثلة على الأحماض الهيدروجينية
- حمض الهيدروكلوريك
- حمض الهيدروفلوريك
- حمض الهيدروبروميك
- حمض الهيدرويوديك
- حمض الهيدروسيانيك

جميع الأحماض الأكسجينية تحتوي على هيدروجين حامضية مرتبطة بذرة الأكسجين، لذا فإن عامل قوة الآصرة (طولها) ليس ذا أهمية في تعيين قوة الحمض كما هو الحال في هيدريدات اللافلزات. وإنما يعتمد في تعيين قوة الحامض الأكسجيني على كهروسالبية الذرة المركزية وعدد ذرات الأكسجين. عندما تكون الذرة المركزية واحدة، تزداد قوة الحامض بازدياد عدد ذرات الأكسجين، وعندما يكون عدد ذرات الأكسجين ثابتاً، تزداد قوة الحامض بازدياد كهروسالبية الذرة المركزية.

## وصلات خارجية
- oxoacids IUPAC definition of "oxoacid" (from the "Gold Book")